# Потерпевшие кораблекрушение (роман)
«Потерпевшие кораблекрушение» (англ. The Wrecker) — приключенческий роман Р. Л. Стивенсона и его пасынка Л. Осборна.

## Сюжет
Сын богатого американского коммерсанта, молодой Лауден Додд, совершенно не расположен к тому чтобы унаследовать дело отца. Увлечённый искусством,  он мечтает стать художником. Отец, Джеймс К. Додд, настаивает чтобы сын пошёл по его стопам. Они договариваются, что если Лауден закончит Маскегонскую коммерческую академию, то отправляется на обучение в Париж.
Лауден заканчивает академию. Он выполняет для отца прекрасный архитектурный чертеж, и тот настаивает, чтобы сын стал скульптором. Лауден соглашается и на деньги отца отправляется в Париж. В Париже он знакомится с Джимом Пинкертоном, который становится его лучшим другом.
Отец Лаудена обанкротился и вскоре умер. Лаудену пришлось жить случайными заработками.
Пинкертон уезжает в Сан-Франциско, откуда неустанно зовёт Додда к себе. Лауден соглашается. Он проезжает через Шотландию, родину покойной матери, где останавливается у дяди, Адама Лаудена, и деда, Александра Лаудена. Выходец из черни, дед Лауден-старший путём всяческих махинаций разбогател. Александр, полюбивший внука, вписывает его в завещание.
В Сан-Франциско Додд помогает Пинкертону в разнообразных коммерческих предприятиях, от напитка «Тринадцать звездочек» до пикников на близлежащих берегах. Друзья находят статью в газете о бриге «Летящий по ветру», потерпевшим крушение на атолле Мидуэй  и пяти спасённых моряках. Владельцы выставляют корабль на аукцион. Пинкертон надеется купить его задёшево, а затем выгодно продать на слом (он так уже делал), но на аукционе некий покупатель повышает и завышает цену. В итоге Додд и Пинкертон покупают бриг за почти непосильную для себя сумму в 50 тысяч долларов, считая, что настоящий груз брига — контрабандный опиум. После свадьбы Пинкертона Додд нанимает шхуну «Нора Крейн» с капитаном Артуром Нейрсом и уходит к атоллу Мидуэй.
Добравшись до Мидуэя, Додд и Нейрс обшаривают корабль. Они находят фотографию команды брига, на которой не находят  выживших после крушения. Обнаруживаются и другие нестыковки. Друзья находят опиум, но его недостаточно, чтобы окупить предприятие. Найденный опиум Додд продаёт на Гавайях, где узнаёт настоящее имя человека, выдававшего себя за помощника капитана — Норрис Картью.
Вернувшись в Сан-Франциско, Додд узнаёт о банкротстве друга и ссорится с Мэйми, женой Пинкертона. Расстроенный Лауден получает письмо, где сообщается о смерти деда, оставившего Лаудену половину состояния. Додд делится наследством с другом и отправляется в Шато-Байи (Франция), где проживает Норрис Картью. Он жаждет узнать подлинную историю брига.
Картью был наследником богатого английского рода. Он равнодушно относился к жизни и проматывал деньги отца. Его отец, не в силах исправить сына, отправил его в Австралию и назначил ему небольшую ренту. Картью пустился в разные аферы. Одна из них закончилась кораблекрушением, Норрис и его друзья добрались на вельботе до Мидуэя. У них была значительная сумма денег, вырученных от удачной сделки. Вскоре к Мидуэю пришёл бриг «Летящий по ветру». Капитан брига Трент потребовал огромную плату за проезд Картью и его друзей до Сан-Франциско. Потерпевшие кораблекрушение убили Трента и его команду. К Мидуэю пришёл английский военный корабль «Буря». Оказавшись в безвыходной ситуации Картью и его друзья выдали себя за команду «Летящего по ветру».

## Персонажи
- Лауден Додд — главный герой романа, молодой американский скульптор и коммерсант
- Джим Пинкертон — лучший друг Додда, американский коммерсант
- Мэйми — жена Пинкертона, учитель алгебры.
- Норрис Картью — сын и наследник богатого английского лорда, человек, выдававший себя за Элиаса Годдедааля.
- Артур Нейрс — капитан шхуны «Нора Крейн».
- Джеймс К. Додд — отец Лаудена, обанкротившийся миллионер.
- Гарри Бэллерс — американский адвокат, посланный Норрисом Картью на аукцион для выкупа «Летящего по ветру».
- Дижон, Ромни, братья Стивис — друзья Лаудена из Парижа
- Хэвенс — друг Лаудена Додда, появляется только в прологе, именно ему Додд рассказывает историю своей жизни